# Caroline Cossey
Caroline "Tula" Cossey (nascida a 31 de agosto de 1954, em Brooke, Norfolk), é uma modelo inglesa. É uma das mulheres transexuais mais reconhecidas pelo público, e a primeira a posar para a Playboy. Depois de a sua transsexualidade ter sido publicamente revelada - sem sua permissão - pelo tablóide britânico News of the World, Cossey se notabilizou por sua luta pelo direito de ser reconhecida legalmente como mulher e de se casar. O caso subiu às instâncias europeias, onde Cossey ganhou, criando jurisprudência - o que contribuiu para a instituição do Gender Recognition Act.
Ela nasceu na vila de Brooke, condado de Norfolk, Inglaterra, tendo-lhe sido atribuído o sexo masculino, no nascimento. Cossey tinha um fenótipo feminizado devido a uma condição conhecida como síndrome de Klinefelter; contudo, em vez de ter um cariótipo XXY, a variante da síndrome mais comum, tinha o XXXY. Cossey nunca se sentiu integrada num papel masculino, e a sua amiga mais próxima era a irmã Pam, com quem brincava vestindo as roupas da mãe.
Aos 17 anos, Cossey começou a terapia hormonal e passou a viver como mulher em tempo integral. Depois de ter começado a transição, Cossey iniciou uma carreira como showgirl e - após a mamoplastia - como stripper, trabalhando em clubes noturnos de Londres, Paris e Roma. Depois do choque inicial, os pais de Cossey a apoiaram. Após anos de tratamento hormonal e psicológico, e da sua identidade ser reconhecida legalmente, Cossey fez a cirurgia genital em 31 de dezembro de 1974 no Charing Cross Hospital, em Londres. Teve uma carreira como modelo e, em 1981, participou como bond girl no filme "For Your Eyes Only"; apareceu na página 3 do Sun e posou para a Playboy.
A transsexualidade de Cossey não era do conhecimento público, até ao outing, pelo News of the World, cuja reportagem tinha como título "Uma das Bondgirls já foi homem". Cossey chegou a pensar em suicidar-se depois da publicação da reportagem e acabou por reduzir a sua participação na televisão, embora tenha continuado a trabalhar como modelo. A sua primeira autobiografia, "I Am a Woman", é uma resposta à reportagem do News of the World.